# 김종환 (1923년)
김종환(金鍾煥, 1923년 9월 2일~2022년 8월 23일)은 대한민국의 군인이다.
1923년 경기도 수원군 출생이다. 제4공화국에서 전두환에 앞서 보안사령관을 역임하고 10·26 사건이 일어났을 때 합참의장에 올라 있었다. 12·12 군사 반란 직후 내무부장관에 임명되어 광주 민주화 운동 당시 주무장관 중 한 명이었다.

## 약력
- 1947년: 육군사관학교 졸업
- 1951년: 육군보병학교 졸업
- 1957년: 육군대학 졸업
- 1962년: 국방대학원 행정학 석사 졸업
- 1962년: 육군정보학교 교장
- 1963년: 제7보병사단 사단장
- 1968년: 합동참모본부 전략정보국장
- 1969년: 육군본부 정보참모부장
- 1971년: 군단장
- 1973년: 보안사령관
- 1975년: 제2대 육군 제3야전군사령관
- 1977년: 합동참모의장
- 1979년: 예편(대장)
- 1979년~1980년: 내무부장관
- 1982년~1985년: 제22대 대한민국재향군인회 회장
- 1985년: 재향군인회 고문